# Ляхвинский ручей
Ляхвинский ручей — малая река в России, на северной границе Москворецко-Окской пологоувалистой эрозионной равнины. Ручей протекает по дну одноимённого оврага в пределах города Москвы на территории ландшафтного заказника «Тёплый Стан» (район «Тёплый Стан» ЮЗАО). Является притоком и истоком реки Очаковки. Длина — 1,5 ÷ 1,6 км.

## Географическое положение
Ляхвинский ручей протекает в северной части Москворецко-Окской равнины, в пределах района Тёплый Стан. Точное место истока ручья не установлено, ручей соединяется с Теплостанским ручьём, образуя р. Очаковка. Ручей непостоянный, исток расположен территориально в восточной части Ляхвинского оврага, западнее Профсоюзной улицы (55°37′14″ с. ш. 37°30′17″ в. д.). В XXI веке под Ляхвинским ручьём принято считать участок Очаковки от Профсоюзной ул. до впадения ручья в Теплостанский р. Однако, в 1848 году на топографической карте Москвы Ф. Ф. Шуберт указывает, что Ляхвинский ручей — верховья Очаковки от д. Воронино (рус. дореф. Воронина) до спущенного пруда в Тропарёвском лесопарке (вблизи микрорайона 8А района Тёплый Стан, 55°37′45″ с. ш. 37°29′26″ в. д.)

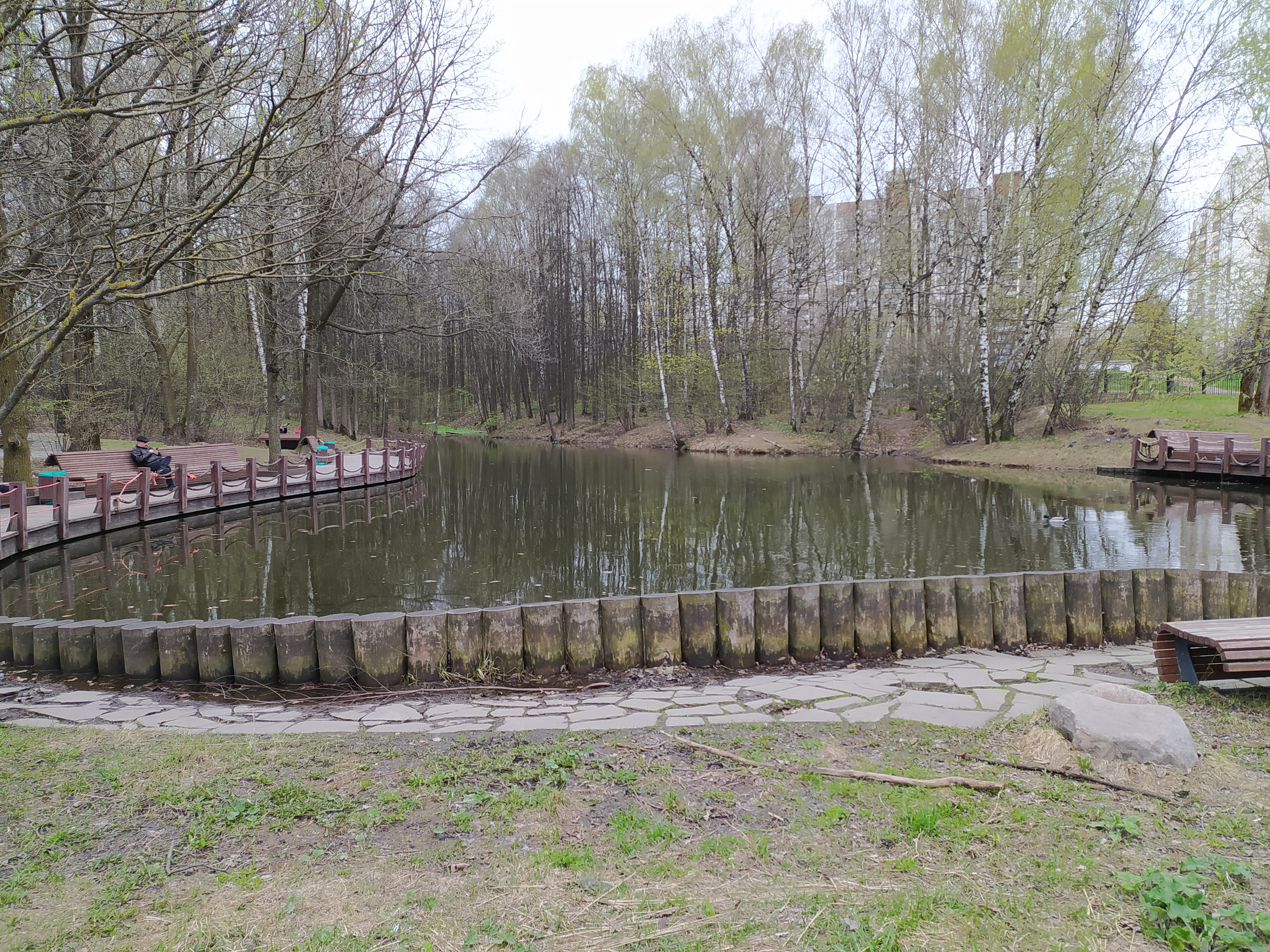
Ляхвинский пруд — один из истоков Ляхвинского ручья

## Этимология
Ручей получил название по пустоши Ляхово (XVII в.), принадлежащей в XIX—XX вв. Ирошниковым.